# Dionizy Sosnowski

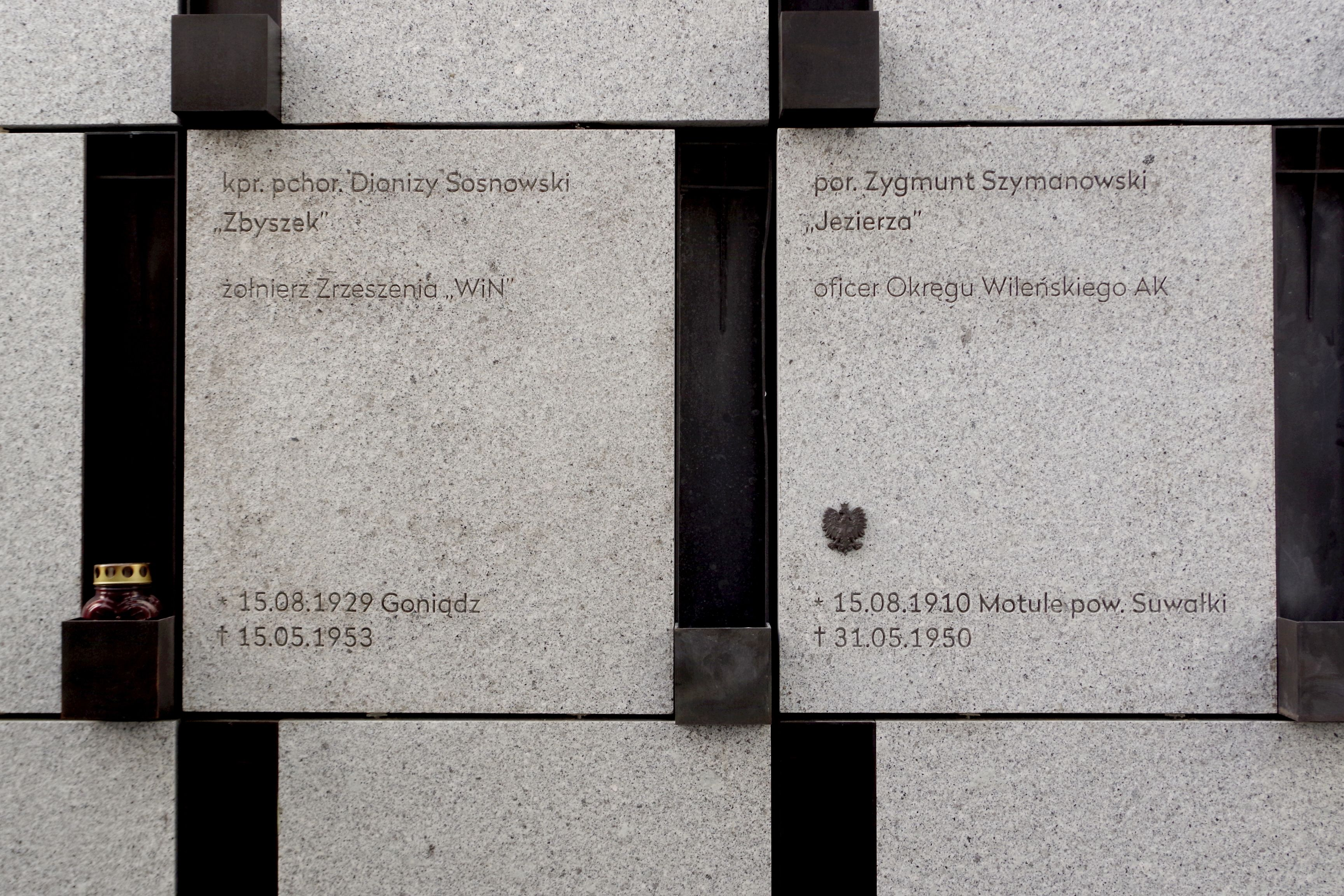
Groby kpr. pchor. Dionizego Sosnowskiego ps. Józef oraz por. Zygmunta Szymanowskiego ps. Jezierza w Panteonie – Mauzoleum Wyklętych-Niezłomnych na Cmentarzu Wojskowym na Powązkach w Warszawie.

Dionizy Sosnowski pseud. Zbyszek, Józef (ur. 15 sierpnia 1929  w Goniądzu, zm. 15 maja 1953 w Warszawie) – kapral podchorąży WiN, absolwent kursu radiotelegrafistów Delegatury Zagranicznej Zrzeszenia „Wolność i Niezawisłość”, zrzucony na spadochronie do Polski w 1952 roku, skazany na śmierć przez władze stalinowskie PRL.

## Życiorys
Ukończył szkołę średnią w Białymstoku i w 1948 roku rozpoczął studia medyczne w Warszawie. Musiał je wkrótce z powodów politycznych przerwać. Rozpoczął pracę jako wychowawca w ośrodku szkoleniowo-wychowawczym. Wiosną 1951 roku został – jako niezrzeszony – wytypowany przez ZMP na Zlot Młodzieży w Berlinie. Postanowił wykorzystać tę okazję do ucieczki na Zachód. Informacja ta dotarła do Urzędu Bezpieczeństwa, w czerwcu 1951 roku nawiązał z nim kontakt agent Ministerstwa Bezpieczeństwa Publicznego Jarosław Hamiwka „Kamiński”. Sosnowski został wciągnięty do operacji „Cezary”, czyli pozorowania przez MBP działalności w kraju Zrzeszenia „Wolność i Niezawisłość” (tzw. V Komenda WiN). Jego wyjazd do Berlina został zablokowany, ale w nocy z 5 na 6 stycznia 1952 roku został przerzucony przez zieloną granicę do Niemiec. Tam został skierowany na zorganizowany w Monachium przez Delegaturę Zagraniczną WiN we współpracy z polskimi władzami wojskowymi na uchodźstwie i przy pomocy amerykańskich instruktorów kurs radiotelegrafistów z elementami szkolenia dywersyjnego. Ukończył go w sierpniu 1952 roku. W nocy z 4 na 5 listopada 1952 roku został zrzucony na spadochronie na Pomorzu (razem ze Stefanem Skrzyszowskim vel Januszem Paterą). Po skoku został awansowany przez polskie władze wojskowe na uchodźstwie na stopień kaprala podchorążego rezerwy i odznaczony Brązowym Krzyżem Zasługi z Mieczami. Przywieziony sprzęt, wyposażenie i pieniądze przejęła „V Komenda WiN”.
Został aresztowany 6 grudnia 1952 roku w ramach likwidacji operacji „Cezary”. Po pokazowym procesie 18 lutego 1953 roku WSR w Warszawie pod przewodnictwem ppłk. Mieczysława Widaja skazał go na śmierć. Wyrok wykonano w więzieniu mokotowskim w Warszawie 15 maja 1953 roku.
18 października 2000 roku Wojskowy Sąd Okręgowy w Warszawie na mocy ustawy z 23 lutego 1991 roku uznał wyrok WSR i postanowienie NSW wobec Dionizego Sosnowskiego za nieważne, stwierdzając, że Dionizy Sosnowski padł ofiarą prowokacji MBP, a motywem jego działalności była chęć walki o niepodległy byt państwa polskiego.
Szczątki Dionizego Sosnowskiego odnaleziono 14 maja 2013 roku w kwaterze „Ł” Cmentarza Wojskowego na Powązkach w Warszawie. 28 września 2014 roku, podczas uroczystości w Pałacu Prezydenckim z udziałem prezydenta RP Bronisława Komorowskiego, Instytut Pamięci Narodowej ogłosił, że udało się ustalić tożsamość Sosnowskiego. Notę potwierdzającą identyfikację Dionizego Sosnowskiego w imieniu rodziny odebrał jego brat Ryszard Sosnowski.